# Marbre vert de Maurin
La carrière de marbre vert de Maurin est une carrière aujourd'hui abandonnée qui se situe sur la commune de Saint-Paul-sur-Ubaye (Alpes-de-Haute-Provence dans la vallée de l'Ubaye), près du hameau de Maurin, au-dessus de Maljasset, à côté du hameau de Combe-Brémond. Il s'agissait d'un gros filon de marbre vert de 200 m de long et 50 m de large situé entre 2 000 et 2 200 mètres d'altitude. Elle fut exploitée par une centaine d'ouvriers de la société Dervillé et C°, le dernier exploitant ayant travaillé vers 1945-1950.
Elle comprend huit carrières au nord et à l'est du hameau de Maurin : 
- La Blave
- Les Blavettes

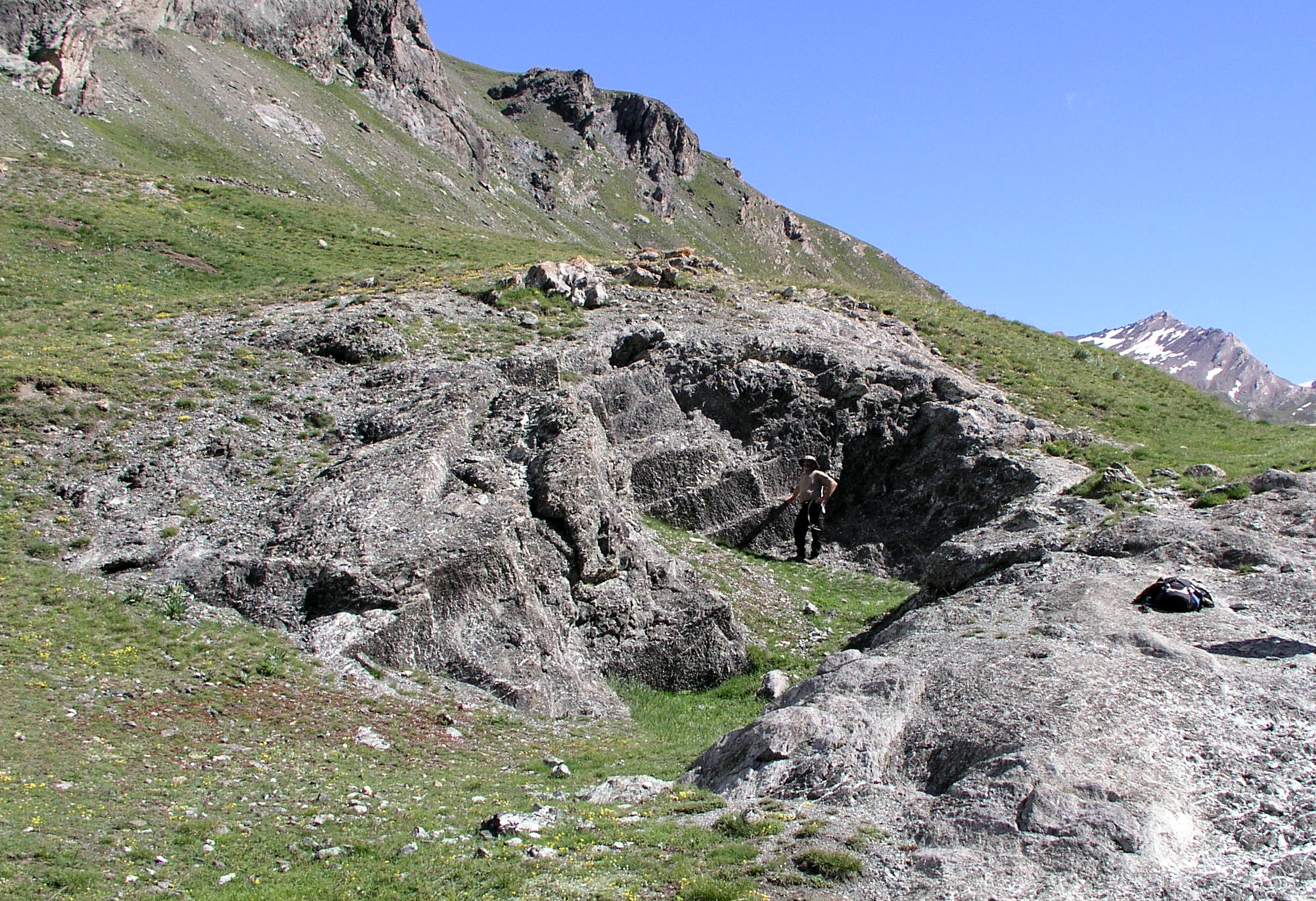
Carrière des Blavettes (carrières de marbre vert de Maurin), Saint-Paul-sur-Ubaye, Alpes-de-Haute-Provence, France.

- Les Prés de Rubren (2 350 m) marbre vert et rougeâtre
- La Carrière du torrent de Cornascles (2 310 m)
- La Cabane de Rubren (2 640 m)
- L'Alpet (2 550 m)
- Les Grand Bois (2 100 m)
- Oullas (2 490 m)

## Description
« Au hameau de Maurin, sur la frontière d'Italie, dans les  Alpes, on rencontre un marbre de fragments vert, noirâtre, enveloppés par des veines vert-clair dont la nuance tire tantôt sur l'ivoire tantôt sur l'émeraude ; sa teinte générale rappelle celle du porphyre antique. Ce marbre est l'ophicalce  de Brongniart, traversée par des veines de calcite spathique, qui sont tantôt blanches, tantôt pénétrées par une espèce d'amiante qui leur donne la couleur vert-clair. ».

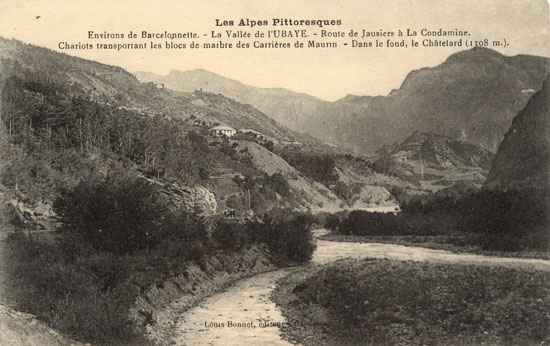
La route du marbre vert de Maurin.

Ce marbre fut prisé du Ve siècle au XXe siècle : « Une tradition porte qu'on exploitait à Maurin, dans le cinquième siècle, deux mines : l'une de fer, à l'endroit où l'on exploite actuellement une carrière de marbre, sur la rive gauche de l'Ubaye, vis-à-vis l'église ; l'autre d'argent, à côté de la première. Ce lieu porte en effet le nom d'Usine, et offre encore beaucoup de mâchefer et de débris de métaux mis en fusion. » Le marbre de Maurin est du véritable « vert antique » et porte le nom de vert Maurin. Il est  recherché pour sa beauté : « La carrière de marbre la plus précieuse comme aussi la plus considérable et la mieux exploitée est celle de Maurin dans la commune de Saint Paul. Les blocs énormes qui en sont extraits sont transportés au loin et assurent des profits abondants. Cette carrière fournit le véritable marbre vert antique si recherché et si rare en France ».

## Géologie
Cette roche appelée «Vert de Maurin» ou «Vert des Alpes» ou encore «brèche de l'Alpet», est une ophicalcite riche en minéraux verts : chlorite et serpentinite  + amiante, séricite et talc, veinée de calcite. Ce marbre, «une brèche tectonique à éléments de serpentinite et à filons de calcite remplissant les espaces formés par la fragmentation de la roche», est intercalé dans le calcaire à myrianites, de schiste, de quartz. Ces pierres vert foncé sont mates, ou  brillent au soleil d'un beau vert brillant : elles se mêlent aux schistes lustrés. D'autres carrières de marbre vert existent dans les Alpes, dans le Queyras près de Saint-Véran et  Vallée du Cristillan,.
Il s'agit de « marbres chloriteux, verdâtres, à débit feuilleté et à patine ocreuse. Ils reposent sur le terme précédent par l'intermédiaire d'un hardground à croûte manganésifère centimétrique qui a livré des foraminifères planctoniques fossiles du genre Globotruncana au vallon de Maurin et au col de Longet, ce qui permet de les dater du Crétacé ».

## Exploitation de la carrière
Parmi les travailleurs de cette montagne, à 2 000 m et plus, s'activaient les carriers qui pendant une centaine d'années, par périodes continues, en ont extrait le marbre vert.    

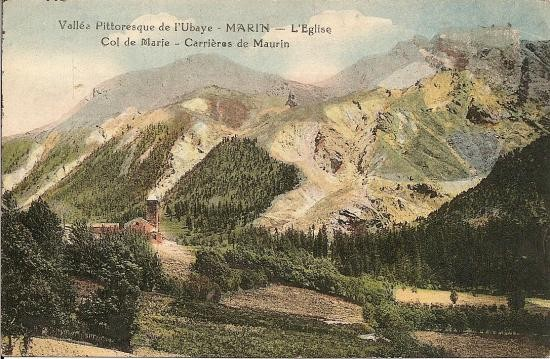
Carrière et église de Vallon-de-Maurin (Ubaye).

« L'histoire de l'exploitation des carrières de Maurin est compliquée. On peut dire, en résumé, que dès 1840, deux sites en plusieurs parcelles sont cadastrés comme carrière de marbre : à l'Alpet, ce qui deviendra la carrière de Maurin, bien visible de l'église, et plus loin rive droite et rive gauche sur le chemin du Monget, la Blave et les prés de Longet, au pied du Rubren. Sur ces deux sites, la commune de Saint-Paul-sur-Ubaye deux propriétaires privés et plus tard la section de Maurin connurent 6 ou 7 concessionnaires exploitants et beaucoup de péripéties administratives et juridiques : baux dénoncés avant terme, obligations non honorées, procès et contestations   Les deux sites auraient été travaillés en même temps mais on abandonna plus tôt Longet. L'extraction du marbre y était moins difficile qu'à l'Alpet. On y trouvait des blocs charriés et on n'avait pas à attaquer une masse rocheuse. Les blocs ébauchés sur place, c'est-à-dire équarris à la main, descendaient vers la scierie de Maljasset que MM. Bellon, Falques et Signoret possédaient, dès 1840, sur le canal à côté du moulin de Maljasset. La force hydraulique permettait d'actionner les lames des scies en plaques sans doute pouvait-on y réaliser aussi de petits objets que l'un des propriétaires vendaient alors, dit-on, à Lyon, durant l'hiver. Cette scierie a été démolie en 1882.

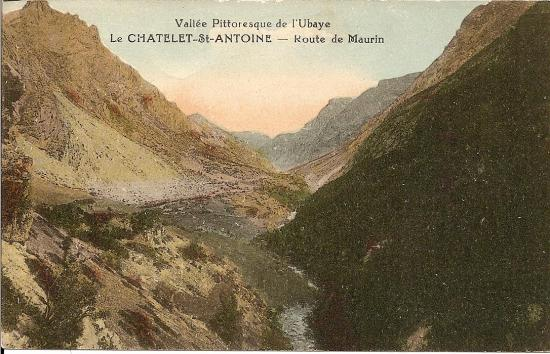
La Route de Maurin.

Mais entre la carrière et la scierie, la gageure était bien le transport de ces blocs. … que le promeneur et qui après le Parouard, gravit le chemin escarpé à quelques mètres au-dessus de l'Ubaye, bouillonnante et sauvage, à la Salcette, en chariot à 4 roues, un ou deux chevaux à l'arrière pour retenir la charrette, dans la pente et le ou les conducteurs maniant une barre de bois pour bloquer les roues dans les passages les plus difficiles.
Vers la fin du siècle, l'extraction fut abandonnée à Longet, mais la carrière de l'Alpet prospère de nombreuses années encore, d'autant qu'on y avait pu y apporter des améliorations techniques. Dans les années 1920-1930, les enfants, les nuits d'été, s'émerveillaient de voir dans la montagne cette lumière encore inconnue dans les hameaux. L'eau du petit torrent de l'Alpet avait permis l'installation de turbines pour l'éclairage et quelques machines.
À l'aide d'explosifs on détachait les blocs du rocher, il fallait ensuite les remonter jusqu'à la plate-forme. Un gros cabestan, c'est-à-dire un travail puissant aidait à la manœuvre, parfois il fallait remuer le bloc avec des coins pour ne pas abîmer la roche fragile.
L'équarrissage était l'œuvre d'un gros fil d'acier à quatre torons, mu d'un mouvement circulaire deux châssis. Du sable humidifié, très fin, était entraîné par le fil qui entaillait ainsi le marbre. Un ouvrier surveillait attentivement la manœuvre, qui pouvait durer une semaine selon le bloc à travailler.
Venaient ensuite le transport et le chemin de l'Alpet, moins périlleux que celui de la Salcette, n'ayant cependant rien d'un boulevard. Jusque vers 1910, montaient des charrettes à deux roues, des haquets, des chariots à quatre roues qui circulaient de la carrière à Barcelonnette. Le charroi mettait la journée pour atteindre Barcelonette et la plateforme de décharge, à l'emplacement actuel des magasins « Lion ».

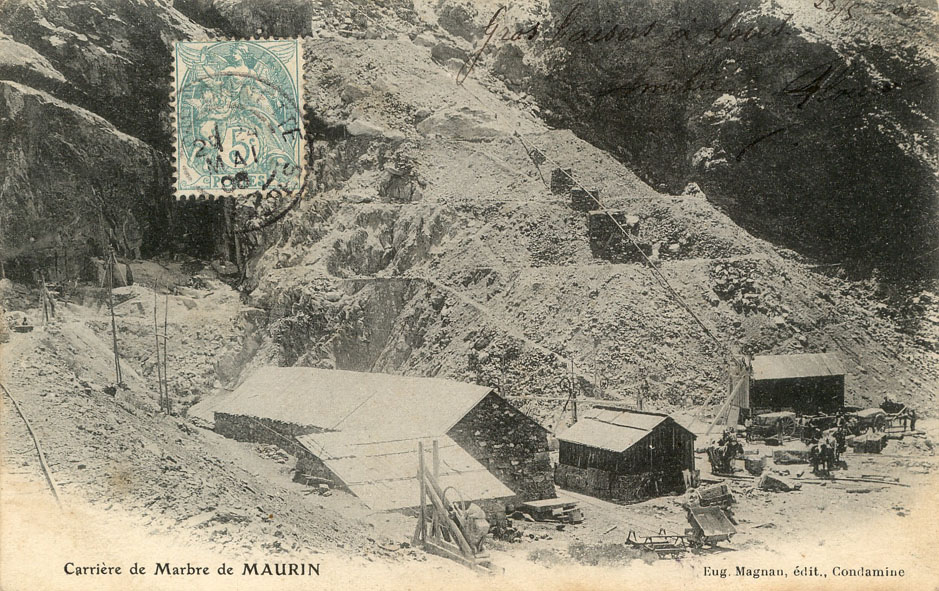
La carrière de marbre.

Autour de 1920 arrivèrent les camions : c'étaient des camions des domaines qui avaient servi pendant la guerre, de gros Berliet aux roues en bois avec cardages de caoutchouc encastrés; une plate-forme, faite de pont roulant, installée derrière l'église de Maurin, permettait de soulever le marbre avec des plans pour les disposer sur les plateaux et les camions. On peut donc supposer que des charrettes continuèrent quelque temps à descendre les lacs de l'Alpet à l'église. Tout le système de levage du pont roulant fut renversé et détruit par une avalanche de neige poudreuse au souffle puissant. Jusqu'en 1960 environ, l'exploitation de la carrière se poursuivit mais on se contenta les dernières années d'extraire et de transporter des blocs bruts destinés au concassage.

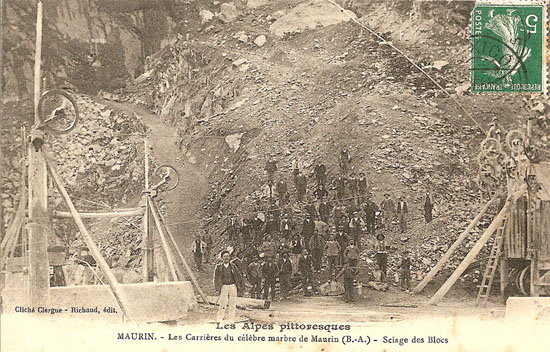
La carrière de marbre et les ouvriers.

On ne peut pas parler des carrières de Maurin sans évoquer le courage qu'il fallut à tous ces hommes, en majorité des travailleurs italiens, pour arracher cette belle pierre à la montagne. Presque une  centaine à une certaine époque, ils habitaient un  baraquement  construit sur place au moins à partir de 1880.  Tous les jours, (y compris le dimanche matin) et toutes les nuits, ils travaillaient les 4 ou 5 mois de la plus belle saison, le climat n'en permettant guère plus. On a gardé à Maurin le souvenir d'un accident qui se produisit à la suite d'un tir de mines. Les registres mortuaires portent, en effet, quelques mentions d'accidents : une plaque tombale gravée dans le beau marbre vert de la carrière rappelle, au cimetière, le souvenir de deux ouvriers de l'Alpet, morts dans le baraquement. L'un y mourut le 13 juin 1891. Il avait 56 ans. Quatre ans plus tard le 26 août 1889 y mourut son frère, âgé de 67 ans.
Mais le plus dur était le travail et plus intense les quelques moments de fête. Ainsi, le 15 août régnait à Maurin une grande animation : c'était la seule journée entière de repos de la saison ! Les ouvriers avaient déjà engrangé une partie de leurs gains et l'automne approchait qui verrait leur retour au pays. Aussi de Barcelonnette montaient les marchands de vêtements qui dressaient leurs étalages et les affaires allaient bon train. Toute cette activité est maintenant éteinte, et pourtant le marbre vert de Maurin est toujours aussi beau … » 

## Utilisation

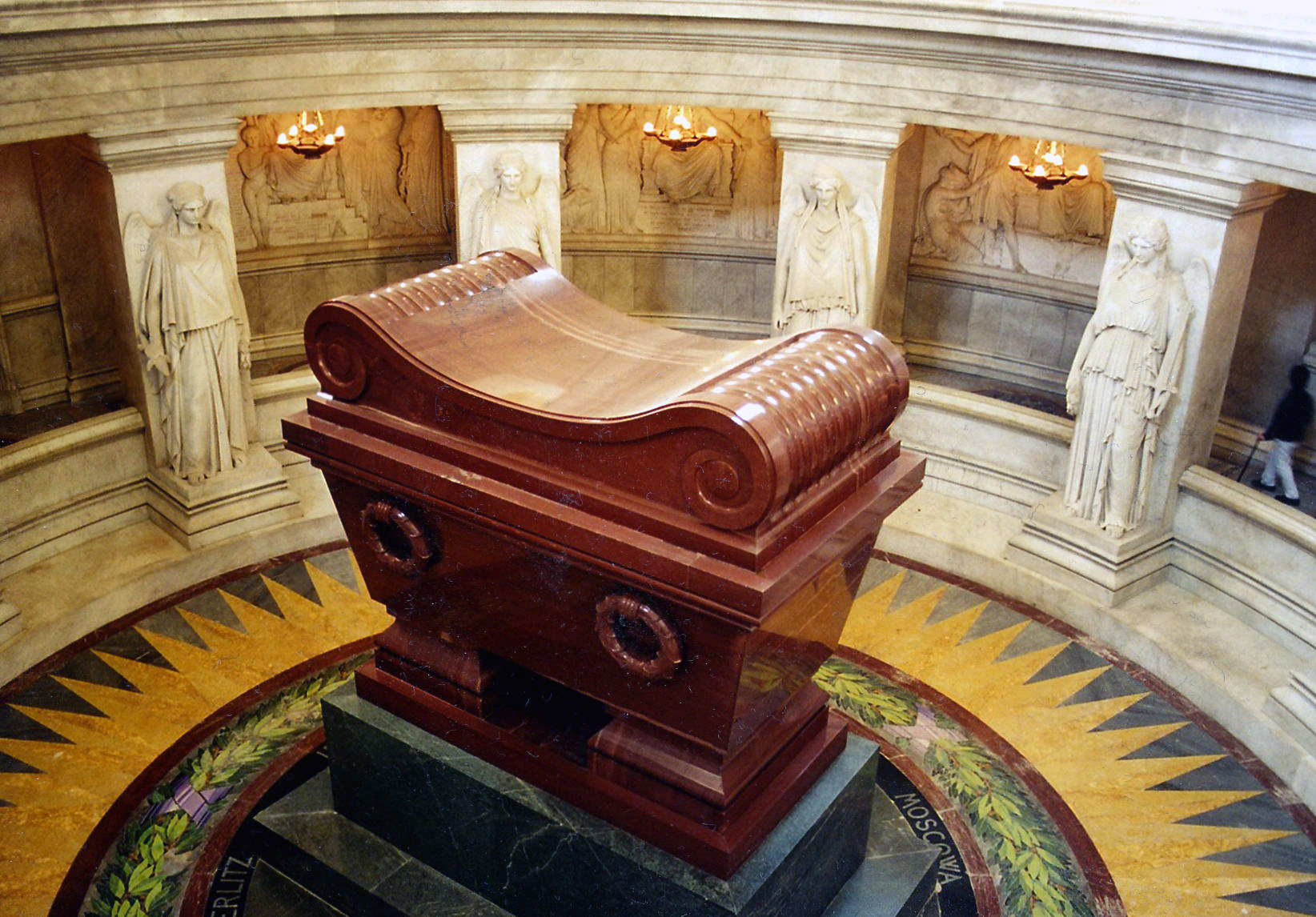
Paris, Tombeau de Napoléon I° aux Invalides.

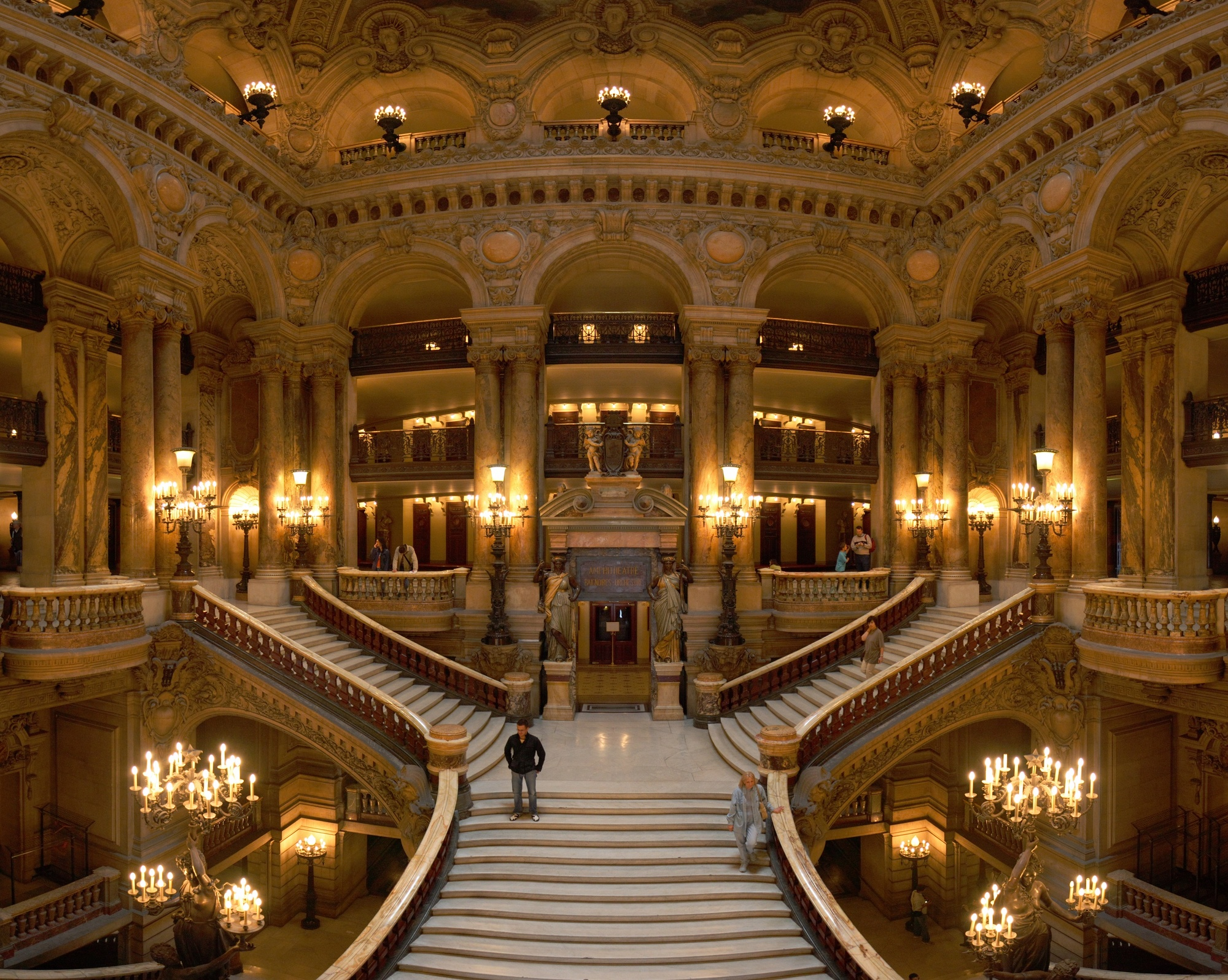
Paris, Opéra Garnier, le Grand Escalier.

Ces pierres, travaillées et polies, se retrouvent à Paris, aux Invalides, à l'Opéra comme à Lyon, et même  en Amérique. Ce marbre décoratif jadis très recherché (cheminées, pendules, vases, dessus de guéridon, socles en marbre de Maurin) comme le marbre vert de mer qui s'exploite aux environs de Gènes,  était  moins dur et moins difficile à travailler dans de grandes dimensions, vendu à un prix abordable à Marseille et importé jusqu'aux États-Unis. Il servit à Paris pour, entre autres, le soubassement de l'autel du tombeau de Napoléon Ier aux Invalides, pour la décoration de l'Opéra Garnier, et les médaillons des piédestaux des statues de la place de la Concorde. Enfin les  seize  colonnes encadrant les chapelles latérales dans la basilique de Fourvière à Lyon sont en ce matériau ainsi que celles des chapelles latérales de la Basilique Notre-Dame de la Garde de Marseille.

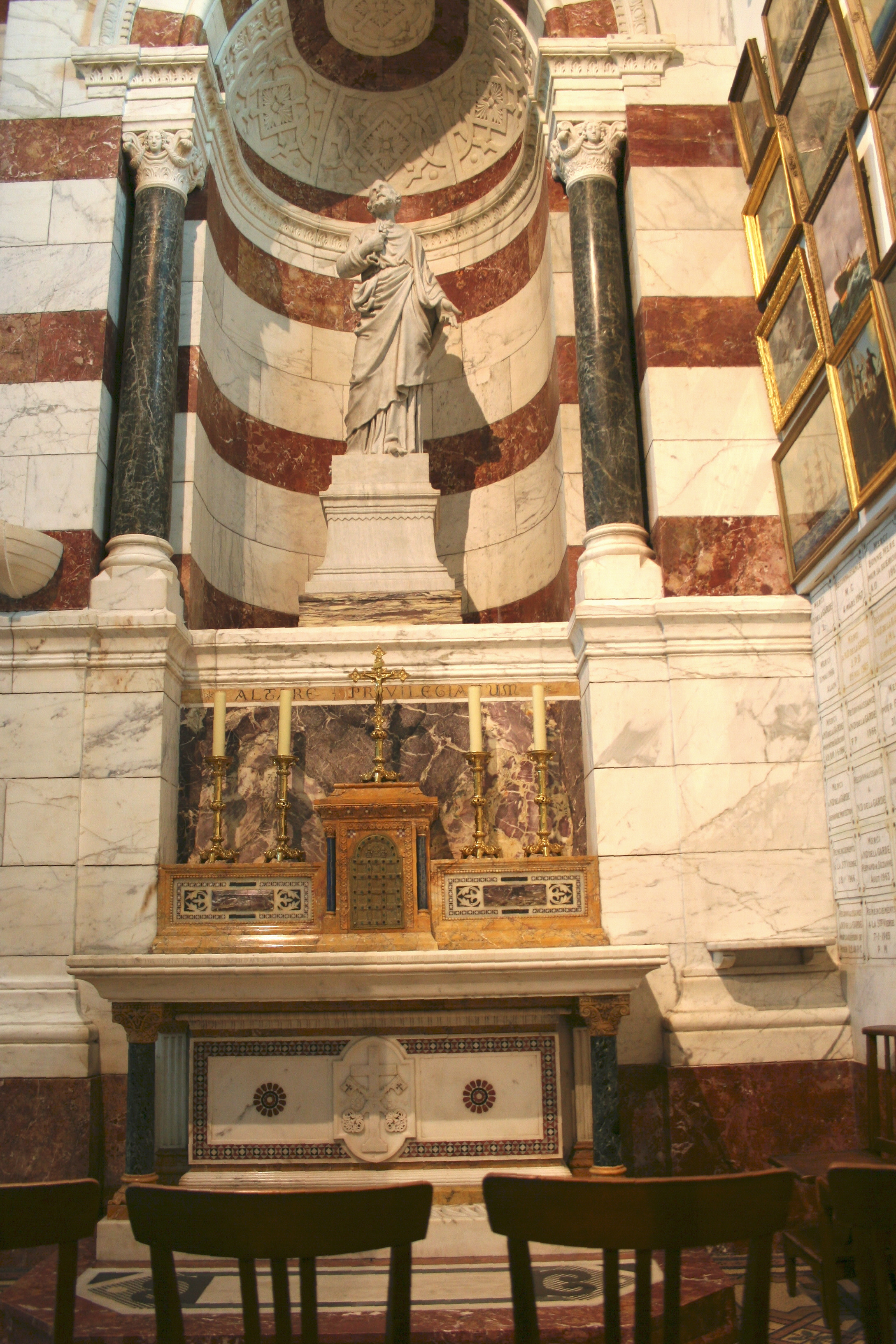
Chapelle latérale dédiée à saint Pierre dans l'église supérieure de la basilique Notre-Dame de la Garde à Marseille.
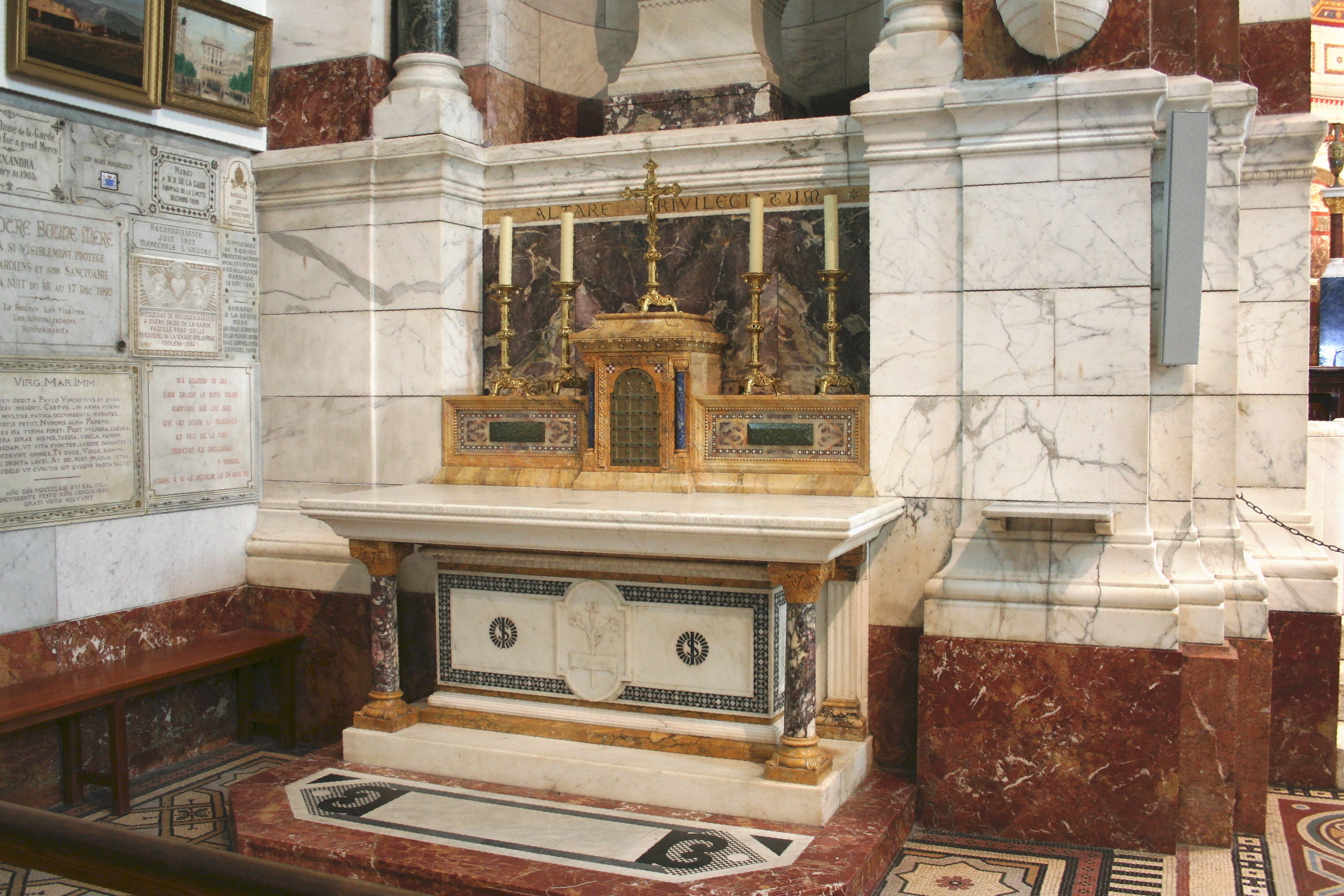
Chapelle saint Joseph, chapelle latérale dans l'église supérieure de la basilique Notre-Dame de la Garde à Marseille.
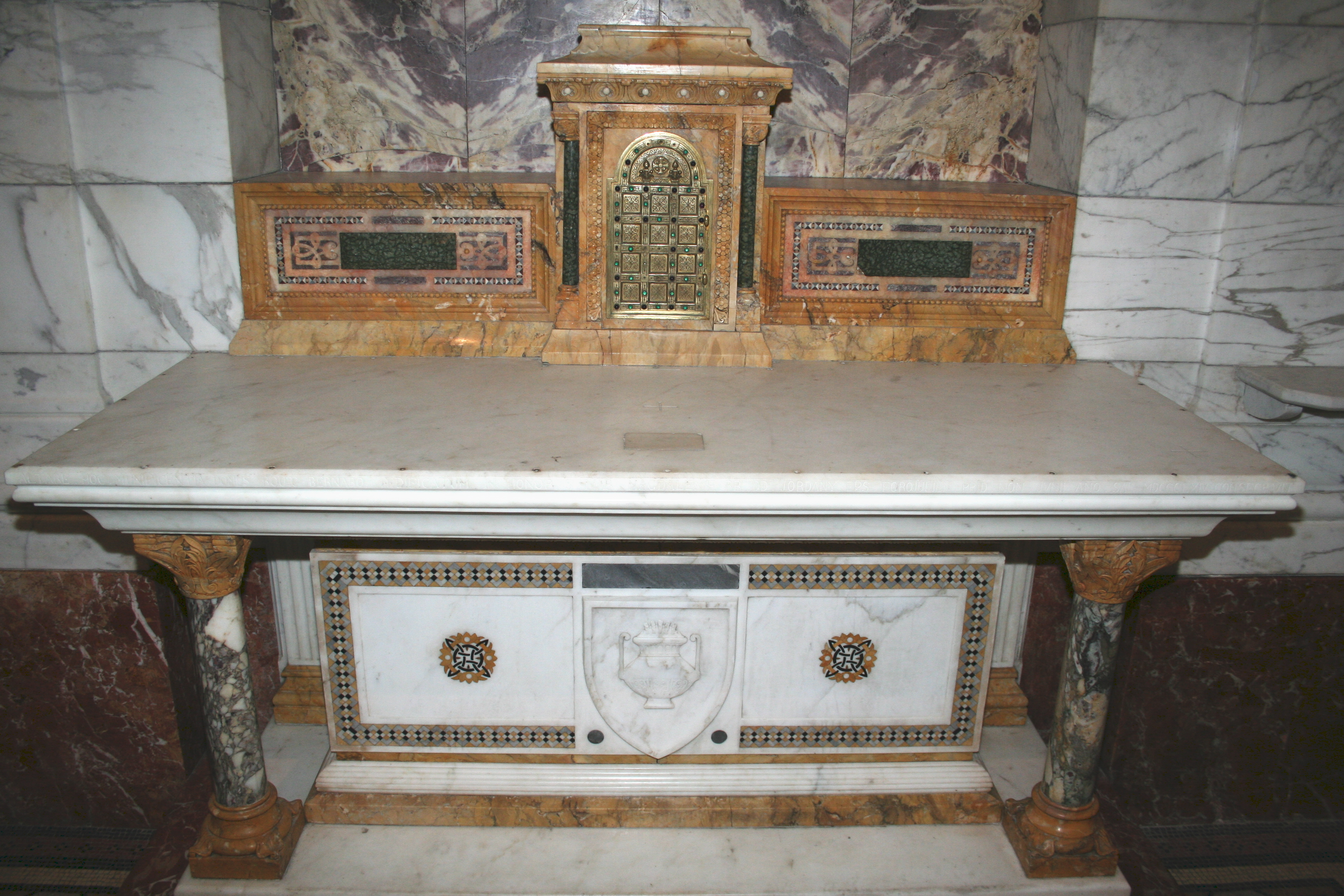
Chapelle latérale dédiée à saint Marie Madeleine se trouvant dans l'église supérieure de la basilique Notre-Dame de la Garde à Marseille.
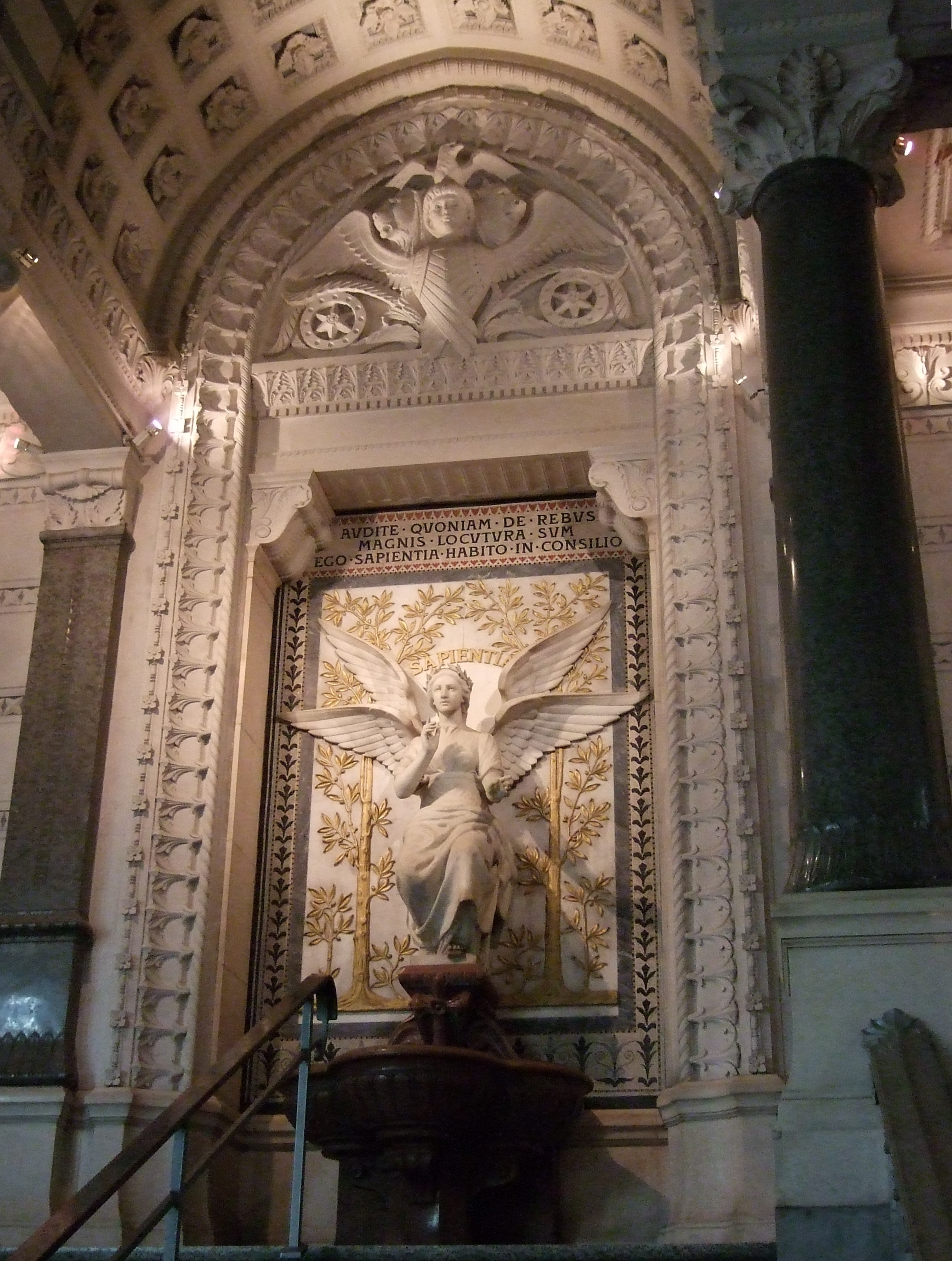
Basilique Notre-Dame de Fourvière à Lyon.

## Expositions
- Une installation permanente au Musée de la vallée à Saint-Paul-sur-Ubaye sur "les carrières de la vallée de Maurin".
- Une exposition permanente à partir de novembre 2012, au Musée de la vallée à Jausiers sur "Les marbres des Alpes".